# المذاب (صنعاء)

تعديل مصدري - تعديل

المذاب هي إحدى قرى الجمهورية اليمنية. تتبع جغرافيا لمحافظة صنعاءو إداريًا لمديرية الحيمة الداخلية. يبلغ تعداد سكانها 1260 نسمة حسب الإحصاء الذي أجري عام 2004.